# Executive Aerospace
Executive Aerospace — южноафриканская чартерная авиакомпания со штаб-квартирой в Йоханнесбурге (ЮАР), специализирующаяся на нерегулярных пассажирских перевозках по договорам с промышленными компаниями, спортивными объединениями и другими заказчиками.
Авиакомпания была основана в 1984 году. Портом приписки перевозчика и его главным транзитным узлом (хабом) является Международный аэропорт имени О. Р. Тамбо в Йоханнесбурге.

## Флот
По состоянию на март 2007 года воздушный флот авиакомпании Executive Aerospace составляли следующие самолёты:
- 4 BAe 748 Series 2B
- 2 McDonnell Douglas DC-9-30 (в лизинге из Global Aviation, впоследствии переданы в South African Express)

## Ликвидация
27 февраля 2008 года авиакомпания подала заявку о банкротстве в Высший суд Дурбана.